# Diccionario de construcción y régimen de la lengua castellana
El Diccionario de Construcción y Régimen de la Lengua Castellana (DCR) es una obra gramatical y sintáctica de la lengua española. Consta de ocho tomos con más de 8000 páginas. Rufino José Cuervo lo comenzó en 1872. Tras su deceso en 1911, el Instituto Caro y Cuervo de Bogotá prosiguió el trabajo a partir de 1942 y lo finalizó en 1994.
Es considerado por los especialistas como el mayor monumento gramatical y sintáctico de la lengua castellana.[cita requerida]

## Historia

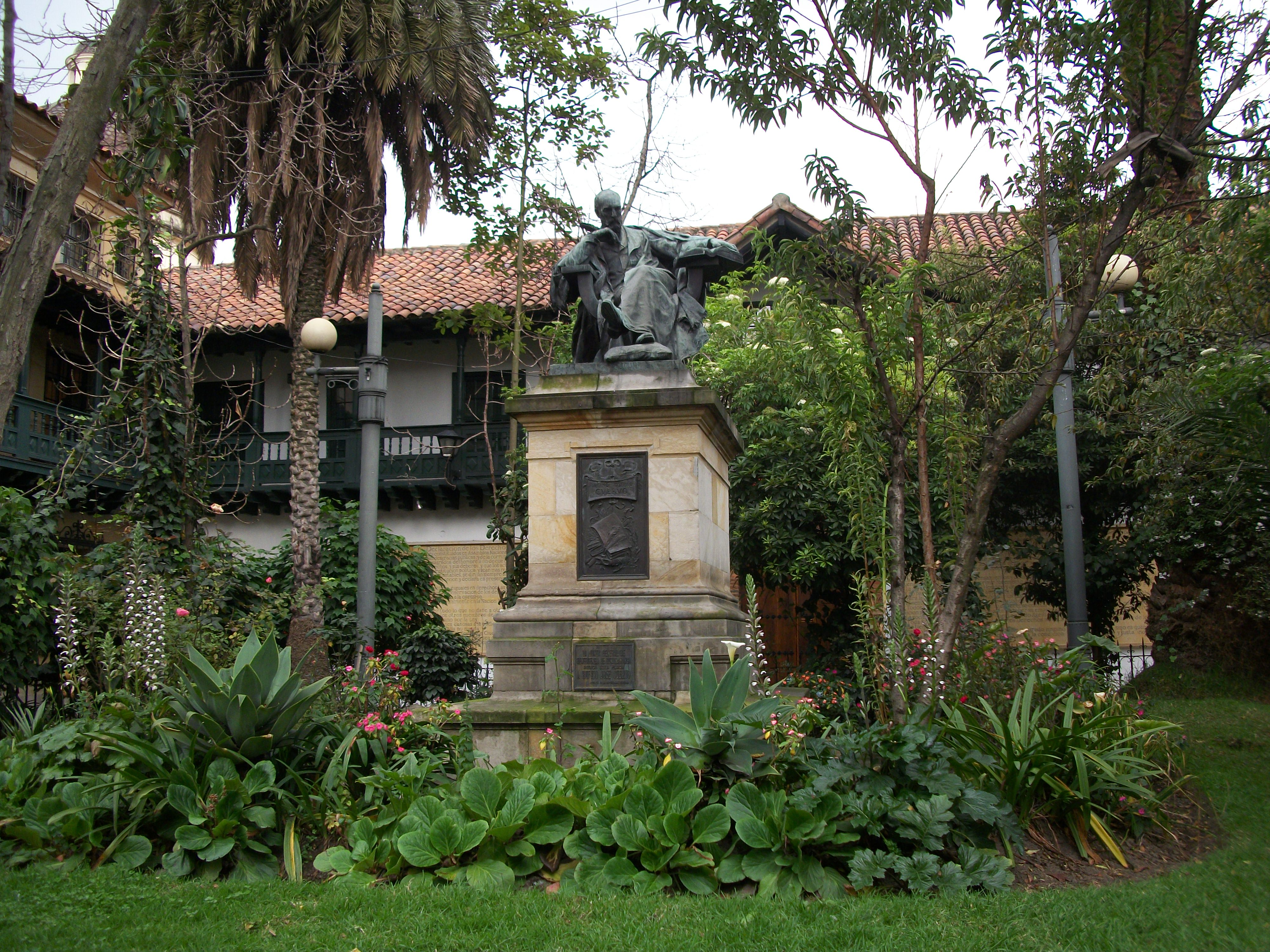
Monumento en honor a Rufino José Cuervo en el barrio La Candelaria de Bogotá.

El gramático y autor del diccionario, Rufino José Cuervo, falleció cuando solo se habían publicado los dos primeros volúmenes de la obra, desde la letra A hasta la D.
El Instituto Caro y Cuervo de Bogotá prosiguió el trabajo a partir de 1942 y lo finalizó en 1994. La continuación de esta obra fue posible especialmente a partir de 1950 gracias a los esfuerzos de Fernando Antonio Martínez como jefe del departamento de Lexicografía de dicho Instituto.
La redacción de los cuatro últimos tomos (V, VI, VII y VIII), trabajo finalizado en 1992, fue un gigantesco esfuerzo con el que el Instituto Caro y Cuervo logró cumplir el compromiso asumido ante el mundo hispánico de terminar el DCR como una contribución muy significativa por parte de Colombia para conmemorar el quinto centenario del descubrimiento de América.

## Características
Dicho diccionario ofrece un estudio exhaustivo acerca del origen y la evolución (etimología) del significado, la sintaxis y la ortografía de cada palabra analizada. De esta manera, no se trata solamente de un diccionario gramatical y etimológico (ofrece un amplio estudio acerca del origen de cada palabra estudiada), sino que es, además, un diccionario de construcción (que expone las características de posibles combinaciones de las palabras o unidades de la lengua, o lo que es lo mismo, el conjunto de las construcciones válidas en sus usos correctos) y un inmenso estudio lexicográfico de la lengua castellana que sigue la modificación del significado de las diversas palabras analizadas. Por esta razón Cuervo se remontó hasta el romance medieval, describiendo diacrónicamente cada término a partir de ejemplos recogidos a través de la historia literaria de la lengua castellana.
Por ello también es un inmenso diccionario de autoridades y ofrece un amplio panorama de la evolución de la lengua al estudiar variantes prosódicas que ha sufrido cada término, así como los problemas ortográficos que ha presentado, ya que describe las funciones gramaticales y los usos de casi 10 000 voces, de las que realiza un estudio exhaustivo ofreciendo sus diversas acepciones. Para ello se basa en una gran cantidad de textos de los grandes literatos en lengua castellana, tanto de España como de América. Desde el siglo XII hasta nuestra época, desde Gonzalo de Berceo, Calderón de la Barca, Quevedo, Cervantes, Lope de Vega, Juan Luis de Alarcón, San Juan de la Cruz, hasta Juan Ramón Jiménez, Andrés Bello, Ignacio Aldecoa, Gabriel García Márquez (que definió al DCR como «una novela de la palabra») y otros autores contemporáneos. Estos textos que sirven de apoyo al estudio de cada término permiten que dicha obra sea también un diccionario de citas y de autoridades clasificadas cronológicamente. (En la edición en CD-ROM de dicha obra hay una lista completa de los diferentes autores y textos citados).
Así, pues, en resumen, se trata de un vasto diccionario gramatical, semántico, sintáctico, etimológico, de citas y de autoridades.

## Edición
Dicha obra se encuentra disponible a partir de la edición realizada por Herder Editorial de Barcelona en ocho volúmenes (Barcelona, 1998).
En la edición en papel, a partir del tomo IV (acabada ya, pues, la autoría directa de Cuervo), el Diccionario se editó bajo la dirección de Ignacio Chaves Cuevas y la dirección científica de Edilberto Cruz Espejo. 
En 1999 el DCR recibió el Premio Príncipe de Asturias de Comunicación y Humanidades.
Además de la edición en papel en 8 tomos la Editorial Herder de Barcelona editó también esta obra en una edición especial en CD-ROM en 2002 realizada bajo la dirección de Jordi Cortés Morató y con el desarrollo de un programa informático que permite la búsqueda por similitud fonética desarrollado por el mencionado Jordi Cortés y el informático Jordi Mas Hernández. Dicha función es de gran utilidad en una obra basada en las citas y el análisis de uso de palabras en textos que se remontan a la Edad Media y que han sufrido notables cambios ortográficos. Asimismo, en dicha edición en CD-ROM se pueden hallar fácilmente todas las citas de los textos de los autores, así como una completa historia de la gestación y desarrollo del DCR y el nombre de todos sus diversos colaboradores.